# 2023년 12월 민다나오 지진
2023년 12월 민다나오 지진은 2023년 12월 2일 22시 37분(필리핀 표준시 기준) 필리핀 민다나오섬 동부 해역에서 발생한 모멘트 규모 Mw7.6의 지진이다. 섭입대에서 일어난 천발지진으로 3명이 사망, 67명이 부상, 9명이 실종되었다.

## 지질학적 환경
필리핀 해구는 필리핀의 동쪽을 가로지르는 해구로, 필리핀해판이 서쪽을 향해 순다판 아래로 섭입하고 있는 지형이다. 남쪽 섭입대는 민다나오섬 동해안서부터 할마헤라섬까지 남북으로 뻗어 있다. 해구에서의 수렴 속도는 연당 3.2-5.4 cm로 지역마다 다양하다. 필리핀 해구에서 발생한 대지진은 기록이 일부만 남아 있고, 1897년 Ms7.3 지진과 1924년 Ms8.2 지진 등 기록이 남은 지진도 지진학적 특성이 밝혀져 있지 않다. 또한 1975년에 발생한 규모 Mw7.6의 정단층 지진과 2012년 발생한 Mw7.6의 역단층 지진등 일부 해구에서 발생한 대지진이 필리핀 해구와 연관되어 있다. 2023년 12월 2일에 발생한 지진의 단층분절은 1921년 쓰나미를 일으킨 규모 M7.5 지진과 연관되어 있다.

## 지진
미국 지질조사국(USGS)은 이 지진이 규모 M7.6, 수정 메르칼리 진도 계급 기준 VII의 강한 지진이라 분석했으며 필리핀 화산지진연구소(PHIVOLCS)는 이 지진의 규모를 M7.4, PHIVOLCS 진도 계급 기준 최대진도 VII의 진동을 탄다그에서 감지했다고 발표했다.
본진은 필리핀 해구의 섭입면을 따라 이어진 얕은 깊이의 충상 사교단층에서 발생했다. 진앙 인근에서 필리핀 해구는 순다판과 비교하여 1년에 103 mm씩 서북서쪽으로 이동하고 있다. 최종 단층 모델에 따르면 80×80 km 넓이의 타원형 모양으로 단층 파열이 발생했다. 최대로 미끄러진 곳은 진원 주변에 집중되었으나 약간 위로 경사를 가진 모양으로 움직였으며 최대 단층 미끄러짐 길이는 1.8 m이다.
PHIVOLCS는 총 1,583회의 여진을 감지했으며, USGS 지진 발생 24시간 안에 규모 Mw4.5 이상의 여진이 총 113차례 감지되었으며 여진역은 본진 진원 동남쪽에 집중되었다고 발표했다. 최대여진은 12월 4일 발생한 규모 M6.9의 지진으로 주요 여진역 바로 북쪽에서 일어났다.

## 쓰나미
PHIVOLCS는 남수리가오주와 동다바오주에 쓰나미 경보를 발령했으며, 일본 기상청(JMA)은 일본 남해안에 1 m 이하의 쓰나미가 닥칠 것이라 예보했다. 태평양 지진해일 경보 센터(PTWC)는 필리핀에 1-3 m, 팔라우에 0.3-1 m, 아메리칸사모아, 중국, 대한민국, 폴리네시아, 멜라네시아, 미크로네시아 대부분, 하와이, 인도네시아, 일본, 타이완, 말레이시아에 0.3 m 이하의 쓰나미가 닥칠 것이라 경보했다. 쓰나미주의보 발령으로 일본 이시가키섬, 미야코섬, 훗쓰시에서는 주민들도 대피했다.
지진으로 마웨즈섬(현 필리핀 다바오 사말섬)에서 최대 64 cm 높이의 쓰나미가 관측되었다. 일본 하치조섬에서 0.4 m이, 와카야마현 구시모토정과 고치현 도사시미즈시에서 20 cm의 쓰나미가 관측되었다. 팔라우 말라칼섬에서는 1 cm 내외의 쓰나미가 관측되었다. 필리핀 다바오 시내에서는 8 cm, 비슬리그 라위간에서는 18 cm의 쓰나미가 관측되었다. 레가스피에서는 2 cm의 쓰나미가 관측되었다.

## 피해
지진으로 타굼에서 1명, 비슬리그에서 1명, 바로보에서 1명, 총 3명 사망했으며 3명 모두 벽 붕괴로 사망했다. 또한 다바오 지역에서만 12명이 부상을 입었고 9명이 실종되었다. 필리핀의 국방장관 길버트 테오도로에 따르면 529가구가 피해를 입었다고 발표했다. 히나투안에서는 가옥 3채가 지진으로 붕괴되었고 1채가 피해를 입었으며 정전 피해도 발생했다. 반카시 공항, 수리가오 공항, 사약 공항, 탄다그 공항, 비슬리그 공항 등 민다나오섬의 여러 공항이 약간 피해를 입었다. 남아구산주에서는 곳곳의 집이 붕괴되고 주 전역에서 정전 피해가 발생했다. 바유간에서는 한 상점의 벽이 붕괴되는 피해도 있었다. 다바오 시내에서는 지진으로 여러 주택과 다리, 모스크가 파손되었고 정전이 발생했으며 지진으로 사람들이 실신하기도 했다. 부투안의 한 병원에서는 지진으로 발생한 누전으로 화재가 발생해 환자들이 긴급 대피하기도 했다. 히나투안 시정부는 인프라 피해액이 980만 필리핀 페소로 추산된다고 발표했다. 또한 주택 268채가 부분 파괴되고 90채가 붕괴된 피해 금액은 4,400만 페소로 추산된다. 총 재산 피해액은 5,480만 페소로 추정된다.

## 같이 보기
- 필리핀의 지진
- 2023년 지진
- 2023년 11월 민다나오 지진